# Bennette (outil)
Pour les articles homonymes, voir Bennette.
 (janvier 2015).
Si vous disposez d'ouvrages ou d'articles de référence ou si vous connaissez des sites web de qualité traitant du thème abordé ici, merci de compléter l'article en donnant les références utiles à sa vérifiabilité et en les liant à la section « Notes et références ».

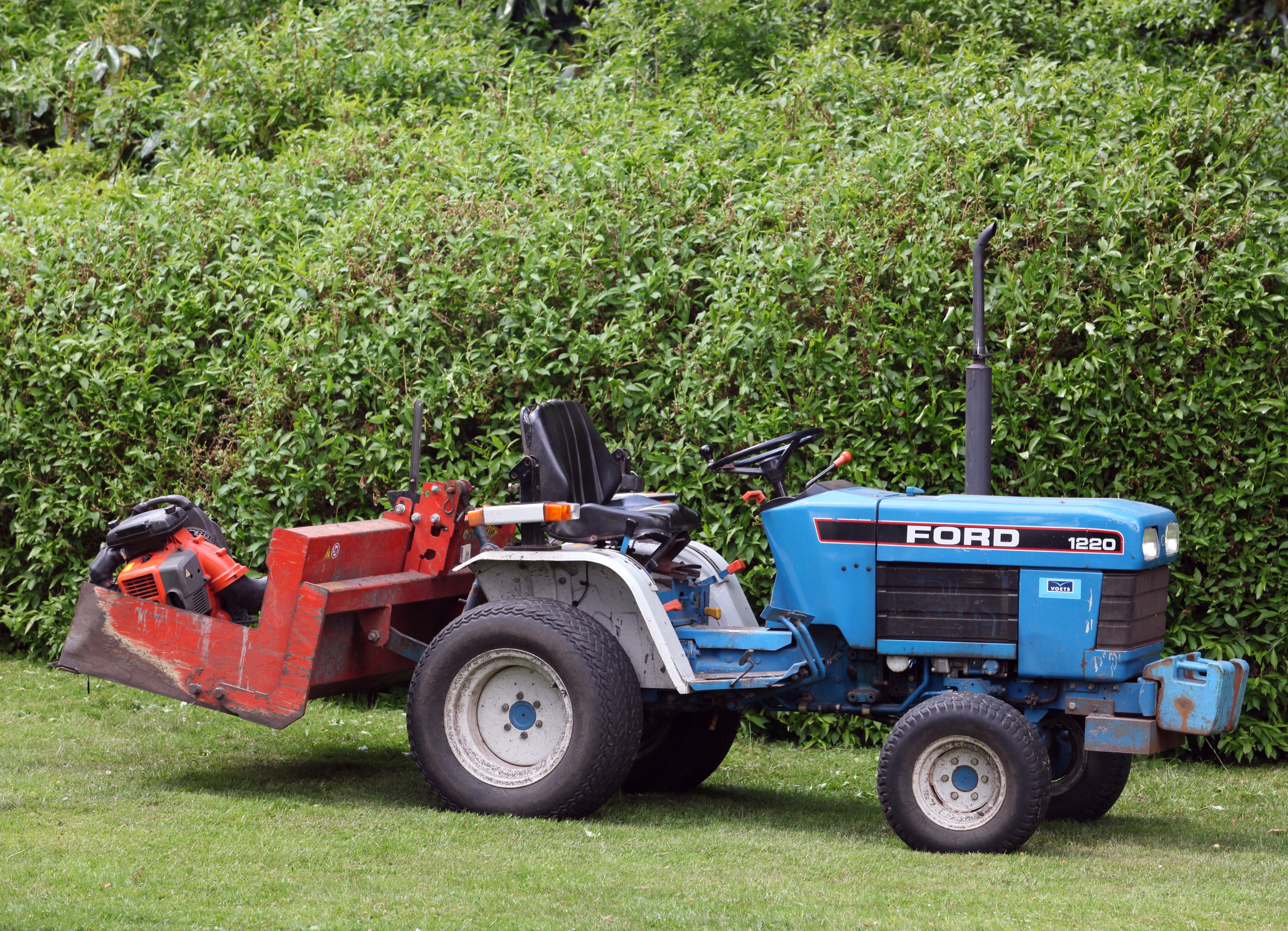
Bennette sur tracteur espaces verts.

Une bennette est un outil agricole permettant de transporter différents objets. 
Une bennette s'attache à un attelage 3 points d'un tracteur. Une bennette est souvent basculante, cela facilite le déchargement de son contenu (terre, fumier...). 
Certaines bennettes sont équipées d'une lame qui permet de racler le sol. Certaines sont équipées d'un vérin hydraulique pour le basculement, mais pour la plupart des bennettes le basculement est déclenché manuellement et s'effectue sous le poids de la charge.